# Ordovicium
Perioden Ordovicium ligger i æraen Palæozoikum, efter Kambrium og før Silur. Ordovicium er opkaldt efter en walisisk stamme, som romerne kaldte ordovicerne.
Perioden er et kompromis efter et skænderi mellem to engelske naturfilosoffer (det hed ikke geologer dengang), Adam Sedgwick (1785-1873) og Sir Roderick Murchison (1792-1871). Kort fortalt samarbejdede de to herrer om i 1831 at kortlægge et område af Wales' geologi.
Sedgwick startede i en sekvens i Nordwales, vi i dag ved er af kambrisk alder og arbejdede sig op gennem lagserien. Fossilerne var sjældne, så han bestemte sine sekvenser ud fra deres litologiske karakteristika. Området var kraftigt foldet og gennemskåret af forkastninger, så Sedgwick brugte megen tid på at 'rette' lagene ud på papiret. 
Murchison startede i Old Red Sandstone-formationen (devonisk alder) i Sydøstwales og arbejdede sig ned gennem lagserien. Hans kone var yderst interesseret i fossiler og var en dygtig tegner. Ved hendes hjælp fik Roderick Murchison bestemt sekvenserne vha. faunaen.
I 1834 præsenterede de deres resultater, og Sedgwick kaldte sine sekvenser for Kambrium og Murchison kaldte sine sekvenser for Silur. Problemet var dog, at grænseområdet var blevet beskrevet af dem begge. Murchison havde opdelt Silur i fire serier efter ledefossilerne. Sedgwick havde delt Kambrium op efter litologien.
Da ledefossilerne også kunne findes i resten af Europa, bredte Silur sig ned og overtog næsten Kambrium. Det udløste et bittert fjendskab, men problemet løstes i 1879 af Charles Lapworth, der i Skotland havde inddelt formationer efter trilobit- og graptolit-faunaer. Han omdøbte Sedgwicks Øvre Kambrium, der var identisk med Murchisons Nedre Silur, Ordovicium.
 Starten på Ordovicium defineres ved første optræden af planktoniske graptolitter, Rhabdinopora praeparabola.

## Kronostratigrafi
Rent kronostratigrafisk opdeles systemet Ordovicium i tre serier og seks etager:
- Øvre Ordovicium med etagerne;
  - Ashgill
  - Caradoc
- Mellem Ordovicium med etagerne;
  - Llandeilo
  - Llanvirn
- Nedre Ordovicium med etagerne;
  - Arenig
  - Tremadoc

## Geokronologi
Perioden Ordovicium opdeles geokronologisk i tre epoker:
- Sen Ordovicium – 443,7 til 460,9 Ma (millioner år siden).
- Mellem Ordovicium – 460,9 til 471,8 Ma.
- Tidlig Ordovicium – 471,8 til 488,3 Ma.

Tallene er bestemt absolut ud fra radioaktive isotoper i f.eks askelag, mens epokerne er opdelt relativt efter ledefossiler i de tilsvarende serier. Nye fund af fossiler og askelag vil jævnligt ændre ovennævnte tal.

## Livsformer i Ordovicium
I det meste af Ordovicium var vandstanden i oceanerne højere end i dag, og der var lavvandede epikontinentale have. Disse epikontinentale have var rige på livsformer, mens den tørre jord allerhøjst havde bakterielle livsformer. Det manglende liv på landjorden skyldtes formentlig, at der ikke var ozon nok i stratosfæren til at beskytte mod Solens ultraviolette stråling, eller at planterne ikke havde udviklet voks til at beskytte sig mod udtørring (Olien fra ordoviciske felter mangler helt type III kerogen – vitrinit).
I Ordovicium dukkede nye hvirvelløse dyr op:
- Bryozoer (mosdyr) er bundlevende kolonidyr, der filtrerer havvandet for plankton. I Ordovicium var bryozokolonierne grenformede.
- Graptolitter er nu uddøde, fritflydende (nogle bundlevende) kolonidyr med kitinpanser, der filtrerede havvandet for plankton.
- Kollektive koraller er bundlevende kolonidyr, der ernærer sig som rovdyr. I Ordovicium var der to nu uddøde ordener: rugose med firetalssymmetri og tabulate, som kædekoraller.
- Søtænder er slamædende bløddyr, ret uforandrede siden Ordovicium.
- Regelmæssige søpindsvin er græssende pighude med pigge til forsvar.
- Crateraster, en pighud der senere udviklede sig til søstjerner og slangestjerner.
- Blastoider var nu uddøde pighude, der med en stilk sad fast på en hård bund. De filtrerede havvandet for plankton.
- De første havskorpioner dukkede op. Havskorpioner var uddøde chelicerater der først slog an i Silur. De ordoviciske havskorpioner var små i forhold til Silurtidens.

Dannelsen af rev blev i Ordovicium overtaget af kalkdannende alger og koraller, i modsætning til Kambriums archæocyathider.
Hvirvelløse dyr, der overlevede Kambrium/Ordoviciumgrænsen:
- Foraminiferer – encellede dyr i kalkskallede huse, en del kan ses med det blotte øje.
- Orme afsætter gravegange (sporfossiler) eller udsondrer kalkrør. Ellers er de umulige at finde fossilt. I Burgess Shale fra Kambrium er der usædvanligt velbevarede aftryk af bløddele fra priapulider (rovorme), svære at skelne fra nulevende priapulider. Ergo må de også have fandtes i Ordovicium.
- Havsvampe er bundlevende dyr der filtrerer havvand for plankton.
- Trilobitter var mobile slamædere og rovdyr. Efter blæksprutternes entré udviklede trilobitterne øjne og kunne rulle sig sammen som nutidens bænkebidere. Nærmeste slægtninge er dolkhaler. Udbredt som ledefossil. Ordoviciske trilobitter udviklede imponerende "horn" i panden, på kinder og kropsled.
- Hjelmrejer er fritsvømmende krebsdyr, der jager plankton.
- Brachiopoder (armfødder) er toskallede dyr, der i dag er næsten udkonkurreret af muslinger. Lingula er levende fossiler, der graver sig ned i havbunden. De fleste brachiopoder sidder fast på en stilk og filtrerer havvandet for plankton.
- Hyolitter – uddøde slamædende dyr i kalkkræmmerhuse af usikkert slægtskab.
- Muslinger – toskallede bløddyr, der filtrerer havvandet for plankton og sidder fast med byssustråde. Muslinger var ikke særlig udbredt i Ordovicium. Ordoviciske muslingers lukkesystem var primitivt.
- Snegle havde deres nuværende udseende i Ordovicium (land- og nøgensnegle undtaget).
- Nautiler er primitive, skalbærende blæksprutter. I Ordovicium var de top-rovdyrene og kunne blive op til 4,5 meter lange. De havde et ukendt antal arme og deres skaller var lige (orthoceratitter), krumme eller sammenrullede. Ud fra kamrene i de ordoviciske orthoceratitter har man udledt, at Månen kun var 12 døgn om ét jordkredsløb, og derfor var tættere på Jorden. Det betyder, at døgnet på Jorden var kortere dengang.
- Søliljer dominerede faunaen, og hele kalkstenslag består af resterne af disse. Søliljer sidder fast på havbunden med krystallinske stilke opbygget af segmenter. Med "armene" indsamler de plankton, og når de dør, falder de fra hinanden til stilkled, armled og kropsplader. Hele søliljer fra Ordovicium er sjældne. Nulevende søliljer kan også være fritsvømmende.
- Cystoider (stenæbler) var populært sagt søliljer uden arme. De var sjældne, men dannede i en kort periode et dominerende tyndt lag.

Hvirveldyr:
- Conodonter er de velbevarede tænder fra nogle uddøde dyr. Conodonterne ligner tænder fra orme, men er lavet af apatit, hvirveldyrs tandemalje. Tilsyneladende var conodontdyr en slags slimål (kæbeløse fisk).

Planter:
- Planter er notorisk svære at bevare fossilt, men de, der danner strukturer med kisel eller kalk, kan bevares. De eneste planter i Ordovicium var alger og nogle voksede i klynger. Eksempler er alger (Mastopora og skorpedannende Acanthochonia) og fra midten af perioden også primitive Levermosser (Marchantiophyta).

Bakterier:
- Stromatolitter er måtter af blågrønalger og silt og findes som 2 milliarder år gamle fossiler. Stromatolitter dannes også i nutiden og har derfor også fandtes i Ordovicium.

Ordovicium sluttede af med den Hirnantiske Istid der dækkede det nuværende Sahara og Amazonas. Havniveauet faldt drastisk (50-100 m), og kontinentalhavene blev tørlagte. Det førte til den næststørste masseuddøen og ansporede silurtidens livsformer til at erobre den tørre landjord. Istiden varede 2 millioner år.

## Jorden i Ordovicium
Afrika, Sydamerika, Antarktis, Australien, Den Arabiske Halvø, Indien og Kina var samlet i kontinentet Gondwana, der i løbet af Ordovicium kravlede sydpå og blev til Sydpolen. Nordamerika, også kaldet Laurentia, var forbundet med Sibirien og lå på Ækvator. Danmark, bortset fra Sønderjylland og Lolland-Falster, lå på mikrokontinentet Baltica sammen med Norge, Sverige, Finland, de baltiske lande, Nordvestrusland, Hviderusland og det nordlige Polen. Baltica lå isoleret på omkring 30° S og var drejet 45° mod uret. Avalonia var et mindre mikrokontinent med det sydlige Danmark, England, Nordtyskland mm., der lå sydligere.
Mellem Laurentia og Baltica lå det 2.000 km brede Iapetus Oceanet, der lukkede sig, kulminerende med den kaledoniske bjergkædedannelse i Silur. Syd for Baltica lå Tornquist Oceanet, der i slutningen af Ordovicium blev lukket, da Avalonia kolliderede med Baltica og forenede Sønderjylland og Lolland-Falster med rest-Danmark.

## Ordoviciske aflejringer i Danmark
De ordoviciske aflejringer ligger begravet under kilometertykke aflejringer i det meste af Danmark, men på Sydbornholm er de blottede.
- Øvre Ordovicium.
  - Dalmanitinaskifer – opkaldt efter en trilobit.
  - Tretaspisskifer – opkaldt efter en trilobit.
  - Dicellograptusskifer – opkaldt efter en graptolit.
- Mellem Ordovicium
  - Lakune
- Nedre Ordovicium
  - Komstadkalk / Orthoceratitkalk / Skelbrokalk – Kalksten.
  - Lakune.
  - Dictyonemaskifer – Opkaldt efter Rhabdinopora (graptolit), toppen af Alunskiferen fra Kambrium.

Ovennævnte lagpakker er også blottede i Oslo-området, Sydsverige, Estland mm.